# Красносёлка (Деражнянский район)
Красносёлка (укр. Красносілка) — село в Деражнянском районе Хмельницкой области Украины.
Население по переписи 2001 года составляло 234 человека. Почтовый индекс — 32217. Телефонный код — 3856. Занимает площадь 1,332 км². Код КОАТУУ — 6821589802.

## Местный совет
32243, Хмельницкая обл., Деражнянский р-н, с. Яськовцы